# Ministrymon leda
Ministrymon leda är en fjärilsart som beskrevs av Edwards 1882. Ministrymon leda ingår i släktet Ministrymon och familjen juvelvingar. Inga underarter finns listade i Catalogue of Life.